# Pózva
Pózva egykor önálló község, 1963 óta Zalaegerszeg városrésze.

## Fekvése
Zalaegerszegtől 3 kilométerre észak-északkeletre található. Délnyugati szomszédja 1 kilométerre Nekeresd, északkeletre 3,6 kilométerre pedig Zalaszentiván. A városrész lakott területén a Sümeg és Zalaegerszeg közt húzódó 7328-as út vezet keresztül.

## Története
A falu neve már az 1255. évi feljegyzésekben megtalálható. A 13-14. században a Kőszegi családé volt.
Vályi András szerint „POZVA. Szala Vármegyében, földes Ura Gróf Festetits Uraság, lakosai katolikusok, és másfélék, fekszik Sz. Iványhoz közel, mellynek filiája, ámbár legelője, fája, makkja elegendő van határjában; de mivel a’ homok miatt sovány, második osztálybéli.”
Fényes Elek szerint „Pózva, magyar falu, Zala vmegyében, az ollári uradalomban, ut. p. Egerszeghez 1/4 óra, 130 kath. lak.”
Érintette a Celldömölk–Boba–Ukk–Zalaegerszeg–Bajánsenye–Muraszombat–Murahely-vasútvonal 1890-ben átadott szakasza, de megállóját 1960-ban áthelyezték, majd valamikor az 1980-as évek után megszűnt.
1915-ben 20 000 fős orosz hadifogolytábor létesült a falu mellett, ami 1918-ig működött.
1939-ben a zalaegerszegi kórház elmeosztálya a városból kiköltözött a faluba, ez lett a későbbi kórházi telephely alapja.
1963. január 1-jén Zalaegerszeghez csatolták.

## Közlekedés
A 3-as, a 3C és a 3Y jelű helyi autóbuszok érintik.

## Nevezetességek
- „Külső kórház”, a Zala Vármegyei Szent Rafael Kórház telephelye. Évente 45 ezer fekvő- és több mint 1 millió járóbeteget látnak el itt. A fogadóépület falát Németh János keramikusművész „Gyógyítás” című domborműve díszíti.[4] A kórháznak saját termálkútja van.

## Külső hivatkozások
- Pózva Településrészi Önkormányzat – Zalaegerszeg.hu
- A Zala Vármegyei Szent Rafael Kórház honlapja